# Diadumenianus
Diadumenianus (tiếng Latinh: Marcvs Opellivs Antoninvs Diadvmenianvs Avgvstvs; 208 – 218), là con trai của Hoàng đế La Mã Macrinus và được cha mình tấn phong là Caesar trong một thời gian ngắn từ tháng 5 năm 217 đến 218 và Augustus vào năm 218.
Diadumenianus sinh vào ngày 14 tháng 9 năm 208 hoặc theo cuốn sử Historia Augusta thì là ngày 19 tháng 9 bởi vì cậu cùng ngày sinh với Hoàng đế Antoninus Pius. Mẹ là Hoàng hậu Nonia Celsa, dù có rất ít thông tin chi tiết về mẹ của ấu đế mà bà chỉ được nhắc đến trong cuốn sử Historia Augusta. Về phần ấu đế Diadumenianus lúc đầu được sinh ra với cái tên gọi đầy đủ là Marcus Opellius Diadumenianus nhưng về sau đã được thay đổi và bổ sung thêm tên lót Antoninus để củng cố kết nối với gia đình của Marcus Aurelius giống như cách mà Hoàng đế Caracalla đã làm.
Diadumenianus có ít thời gian để tận hưởng vị trí của mình hoặc tìm hiểu bất cứ điều gì từ các cơ hội này vì các quân đoàn của Syria đã nổi dậy và tuyên bố Elagabalus là tân Hoàng đế của Đế quốc La Mã. Khi Hoàng đế Macrinus đích thân mang quân dẹp loạn và bị đánh bại vào ngày 8 tháng 6 năm 218, ấu đế Diadumenianus cũng bị giết chết cùng cha mình trong đám loạn quân.